# Dernier Sacrifice
Pour plus de détails, voir Fiche technique et Distribution.
Dernier Sacrifice ou Une femme envoûtée (The Rapture) est un film américain réalisé par Michael Tolkin, sorti en 1991.

## Fiche technique
- Titre : Dernier Sacrifice ou Une femme envoûtée
- Titre original : The Rapture
- Réalisation : Michael Tolkin
- Scénario : Michael Tolkin
- Musique : Thomas Newman
- Photographie : Bojan Bazelli
- Montage : Suzanne Fenn
- Production : Karen Koch, Nancy Tenenbaum et Nick Wechsler
- Société de production : New Line Cinema
- Société de distribution : Sidéral Films (France) et Fine Line Features (États-Unis)
- Pays :  États-Unis
- Genre : Drame
- Durée : 100 minutes
- Dates de sortie : 
  -  États-Unis : 4 octobre 1991
  -  France : 20 octobre 1993

## Distribution
- Mimi Rogers : Sharon
- David Duchovny : Randy, le mari de Sharon
- Kimberly Cullu : Mary
- Darwyn Carson : Maggie
- Patrick Bauchau : Vic, le petit ami de Sharon
- Stéphanie Menuez : Diana
- Sam Vlahos : Wayne
- Rustam Branaman : Conrad
- James LeGros : Tommy
- Dick Anthony Williams : Henry
- DeVaughn Nixon : First Boy
- Terri Hanauer : Paula
- Douglas Roberts : Louis
- Will Patton : l'adjoint Foster
- Henry Kingi : un ange
- Kane Hodder : un garde

## Box-office
Le film a rapport 1,3 million de dollars au box-office contre un budget de production à 3 millions de dollars, ce qui en fait un échec en salles.